# Amelia Agostini de del Río
Amelia Agostini de del Río   (Yauco, 1896 - Spring Lake, 11 de desembre de 1996) va ser una escriptora, educadora i estudiosa de la història de Puerto Rico. Va ser cap del departament d'espanyol al Barnard College durant més de vint anys i va escriure crítica literària, drama, poesia i assaigs narratius sobre la vida a Puerto Rico i l'experiència de la diàspora porto-riquenya a la ciutat de Nova York.

## Biografia
Amelia Agostini Bonelli va néixer a la ciutat de Yauco, Puerto Rico l'any 1896. Era filla d'Alejandro Agostini-Negroni i Isaura Bonelli. Va anar a escola a la seva ciutat natal i va rebre una beca per estudiar a la Universitat de Puerto Rico. Va estudiar educació a la universitat i es va graduar l'any 1917. Es va traslladar a Nova York l'any 1918 per assistir al Vassar College, i es va graduar l'any 1922 com a membre de Phi Beta Kappa. Va tornar a Puerto Rico i va ensenyar secundària al barri de Santurce. Durant aquest temps també es va dedicar a la dramatúrgia: escrivint, dirigint i actuant en obres de teatre.
L'any 1929 es va casar amb el crític literari Angel del Río, que havia estat el seu professor a la Universitat de Puerto Rico. Del Río era un intel·lectual que es va exiliar a Nova York i Puerto Rico durant la Guerra Civil Espanyola i la dictadura de Franco. Als anys quaranta i cinquanta van acollir habitualment a casa seva intel·lectuals i escriptors espanyols com Pedro Salinas, Jorge Guillén, Camilo José Cela, Gabriela Mistral i Federico García Lorca.
Agostini va començar a ensenyar llengua i literatura espanyoles al Barnard College el 1929. Durant els anys 1941 i 1962 va exercir com a cap del departament espanyol. Mentre estava a Barnard, va actuar en diverses obres de teatre espanyoles, inclòs un paper protagonista a La casa de Bernarda Alba de Federico García Lorca. També va organitzar el programa de teatre de l'escola espanyola del Middlebury College alhora que dirigia i interpretava.
Agostini va obtenir dos títols addicionals en espanyol, un màster a la Universitat de Colúmbia l'any 1932 i un doctorat de la Universitat Complutense de Madrid l'any 1958.
Després de la mort del seu marit l'any 1962, Agostini va tornar a Puerto Rico, on va continuar ensenyant i escrivint per als diaris locals, especialment El Imparcial. L'any 1985 va fundar el Museo de Reproducciones Artísticas a Bayamón, Puerto Rico. Va ser elegida presidenta de la Sociedad de Autores Puertorriqueños.
Va morir a l'edat de 100 anys, l'11 de desembre de 1996 a Spring Lake, Nova Jersey. Va ser enterrada al cementiri Kensico de Valhalla, Nova York.

## Escriptura
La carrera editorial d'Agostini va començar a prosperar a la dècada dels cinquanta. Va escriure més de 45 llibres de crítica literària, narrativa en prosa, poesia, obres de teatre, contes infantils i història de l'art. Col·laborà amb el dramaturg Emilio S. Belaval en diverses obres, com La romanticona (1926). Sovint va emprar les convencions del costumisme, centrant-se en el color local i buscant celebrar la vida i les cultures del Carib.
Moltes de les obres d'Agostini contenen un fort sentiment vers la seva terra. Les seves Viñetas de Puerto Rico (1965) inclouen els seus records de la gent i els llocs de la seva ciutat natal, Yauco. Canto a San Juan de Puerto Rico y otros poemas (1974) també inclou moltes escenes de Yauco. Puertorriqueños a New York (1970) consisteix en retrats narratius que il·lustren fragments de la vida de companys de la diàspora porto-riquenya. També va escriure sobre el seu dolor com a vídua a les seves elegies Con el duelo de mi corazón (1964). La seva escriptura va estar molt influenciada per la seva àmplia xarxa de col·legues intel·lectuals.
Agostini i el seu marit van coeditar Antologia general de la literatura española: verso prosa teatro l'any 1951, que es va publicar en diverses edicions.

## Reconeixement
L'alcalde Robert Wagner va donar a Agostini la clau de la ciutat de Nova York. Va rebre el premi Ciudadana del Año (Ciutadana de l'Any) de l'Institut de Puerto Rico l'any 1954 i el premi Orden del Cafetal de la ciutat de Yauco l'any 1984. Agostini també va rebre la màxima distinció civil d'Espanya.
L'any 2020, s'inclogué dins del projecte “Mujeres Investigadoras en los Archivos Estatales (1900-1970)” per a la descripció arxivística i per a la creació d'un microlloc específic al Portal d'Arxius Espanyols (PARES), desenvolupat entre els anys 2020 i 2023. Aquest projecte ha estat impulsat per la Subdirecció General d'Arxius Estatals, amb l'objectiu de visibilitzar la tasca d'investigació realitzada a Espanya per dones en l'interval 1900-1970 a partir dels registres documentals que es conserven als Arxius de Gestió dels Arxius Espanyols del Ministeri de Cultura (l'Arxiu Històric Nacional, l'Arxiu de la Corona d'Aragó, l'Arxiu General de Simancas, l'Arxiu General d'Índies, l'arxiu de la Reial Cancelleria de Valladolid, l'Arxiu General de l'Administració i el Centre d'Informació Documental d'Arxius).